# Sultan Kösen
Sultan Kösen (født 10. december 1982) er en tyrkisk landmand, der er noteret i Guinness Rekordbog som værende verdens højeste nulevende mand. Han er 2.51 m. Han blev født i Mardin. 
1. ↑  www.guinnessworldrecords.com, hentet 13. december 2022 (fra Wikidata).